# Vieillots muggensluiper
Vieillots muggensluiper (Ramphocaenus melanurus) is een zangvogel uit de familie Polioptilidae (muggenvangers).

## Verspreiding en leefgebied
Deze soort telt 13 ondersoorten:
- R. m. rufiventris: van zuidelijk Mexico tot westelijk Ecuador.
- R. m. ardeleo: Yucatán (zuidoostelijk Mexico) en noordelijk Guatemala.
- R. m. panamensis: midden en oostelijk Panama.
- R. m. sanctaemarthae: noordelijk Colombia en noordwestelijk Venezuela.
- R. m. griseodorsalis: westelijk Colombia.
- R. m. pallidus: Zulia (het noordelijke deel van Centraal-Colombia) en westelijk Venezuela.
- R. m. trinitatis: van oostelijk Colombia tot noordelijk Venezuela, Trinidad.
- R. m. albiventris: oostelijk Venezuela, de Guyana's en noordelijk Brazilië.
- R. m. duidae: van noordoostelijk Ecuador tot zuidelijk Venezuela.
- R. m. badius: noordoostelijk Peru en zuidoostelijk Ecuador.
- R. m. amazonum: van oostelijk Peru tot het noordelijke deel van Centraal-Brazilië.
- R. m. austerus: oostelijk Brazilië bezuiden de Amazonerivier.
- R. m. melanurus: het oostelijke deel van Midden-Brazilië.